# Sin City (album)
Pour les articles homonymes, voir Sin City.
Sin City (The Hard Goodbye) est le 1er volet de la série de comics Sin City de Frank Miller. Il a été publié dès avril 1991 aux États-Unis par Dark Horse Comics et en France par Rackham et Vertige Graphic en novembre 1994.

## Résumé
Basin City est une grande ville crade et perdue dans la campagne américaine. Elle est surnommée "Sin City", la ville du péché.
Les hommes politiques y sont des truands, les flics sont corrompus, et les pires crapules déambulent dans les rues. Dans les bas-fonds de Sin City, Marv, un colosse alcoolique sur les bords. Trop brutal, trop timide, trop laid de par son visage ravagé, il n'a jamais eu de femme dans sa vie. Il ne peut même pas se payer les services d'une prostituée. Cependant, un soir, la sublime Goldie l'aborde et lui propose d'aller chez lui... Trop saoul et trop excité, Marv ne se demande même ce qui peut bien pousser cette beauté fatale à désirer une brute comme lui. Marv fait l'amour avec Goldie sans se poser de questions.
Le lendemain matin, Marv se réveille à côté du cadavre de Goldie. Il n'a pas le temps de réfléchir que les flics sont déjà en route pour venir le coffrer. Totalement perdu, Marv n'a cependant plus qu'un seul objectif : retrouver le meurtrier de Goldie et venger, coûte que coûte, la seule personne à lui avoir témoigné de la compassion...

## Personnages présents
- Bob
- Nancy Callahan
- Gail
- Goldie
- Kevin
- Lucille
- Marv
- Le Prêtre
- Cardinal Roark
- Shellie
- Stan
- Wendy

## Adaptation cinématographique
Ce premier tome est l'une des parties de l'intrigue du film Sin City réalisé en 2005 par Robert Rodriguez et Frank Miller. Marv y est incarné par Mickey Rourke et Goldie par Jaime King.

## Prix et récompenses
1993 : Prix Eisner du meilleur recueil